# 洛瓦斯1號彗星
洛瓦斯1號彗星（93P/Lovas）是一顆木星族週期彗星，軌道周期為9.2年。洛瓦斯1號彗星是由匈牙利天文學家米克洛什·洛瓦斯於1980年發現的。

## 觀測
米克洛斯·洛瓦斯（Miklos Lovas）在1980年12月5日曝光的照相底片中發現了這顆彗星。查爾斯·科瓦爾於12月14 日獨立發現了這顆彗星。由於可用的觀測資料很少，初步軌道很難計算，直到1981年2月才計算出彗星軌道。
1989年7月7日，關勉重新發現這顆彗星。他描述彗星彌散，中心集中，視星等為17.5等。他還在7月5日和13日曝光的底片中發現了它。8月和9月的觀測記錄很少，其中包括大衛·李維的目視觀測，他使用 154 公分反射望遠鏡在8月24日估計視星等為16.3等。1989年10月10日，彗星通過近日點。彗星在11月變得更加明亮，艾倫·海爾報告整個月其亮度都在13等左右。1989年 12 月 11 日，彗星接近地球，距離地球0.892天文單位。洛瓦斯1號彗星最後一次出現是在 1990 年 1 月 24日。
1998年6月17日44分，弗雷德·勞倫斯·惠普爾天文台發現洛瓦斯1號彗星回歸。1989年底至1990年初，這顆彗星的亮度達到13等。

## 物理性質
2009年彗星出現時，史匹哲太空望遠鏡透過紅外線觀測這顆彗星。天文學家根據這些觀測，估計核心有效半徑為2.59±0.26公里。在同一次觀測期間，天文學家估算出了自轉週期，最可能的數值分別為18.2和13.2小時。

## 外部連結
- 洛瓦斯1號彗星 at the JPL Small-Body Database
  - Close approach · Discovery · Ephemeris · Orbit diagram · Orbital elements · Physical parameters